# فیلولائوس (دهانه)
فیلولائوس یک دهانه برخوردی در ماه‌ است.

## دهانه‌های اقماری
این دهانه ۸ دهانه اقماری دارد.
| Philolaus | عرض جغرافیایی | طول جغرافیایی | قطر          |
| --------- | ------------- | ------------- | ------------ |
| C         | ۷۱.۱° N       | ۳۲.۷° W       | ۹۵.۰ کیلومتر |
| B         | ۶۹.۶° N       | ۲۴.۳° W       | ۱۱.۰ کیلومتر |
| E         | ۶۹.۶° N       | ۱۸.۷° W       | ۱۲.۰ کیلومتر |
| D         | ۷۳.۹° N       | ۲۷.۸° W       | ۹۱.۰ کیلومتر |
| G         | ۶۹.۰° N       | ۲۳.۶° W       | ۹۵.۰ کیلومتر |
| F         | ۶۸.۱° N       | ۱۸.۳° W       | ۸.۰ کیلومتر  |
| U         | ۷۵.۰° N       | ۳۳.۰° W       | ۱۳.۰ کیلومتر |
| W         | ۷۵.۶° N       | ۳۵.۹° W       | ۱۷.۰ کیلومتر |